# Tatsuya Murata
Tatsuya Murata (村田 達哉, Murata Tatsuya) est un footballeur japonais né le 8 août 1972.